# Буланжеов ателопус
Буланжеов ателопус (лат. Atelopus boulengeri) је врста жабе која насељава Анде. Ендемска је врста, јер живи само у Еквадору. Може се наћи на великим надморским висинама. Њена кожа ствара отровну супстанцу. То користи локално становништво, које лако лови ову врсту и отровом са њене коже премазује своје стреле.